# تشاتشاراميندي
جزيرة تشاتشاراميندي (بالإسبانية: Isla de Txatxarramendi) جزيرة إسبانية تقع في نهر غيرنيكا، هي تابعة لمقاطعة بيسكاي الواقعة في منطقة إقليم الباسك شمال إسبانيا.
تبلغ مساحة جزيرة تشاتشاراميندي 0,027 كم².